# 네리 품피도
네리 품피도(1957년 7월 30일~)는 아르헨티나의 전 축구선수이다. 포지션은 골키퍼였다.
1976년 다 산티 페에 입단해 선수생활을 시작한 그는 1981년 베레즈 사라스 필드에 입단해 좋은 활약을 보여 국가대표에 뽑혔다. 하지만 이듬해 훈련중 손가락이 그물에 끼여 절단되는 사고로 그는 수술을 받았고, 한동안 그라운드에 나설수 없었다. 2년 후인 1983년. 재활에 성공한 그는 다시 맹활약을 펼쳐, 1986년 멕시코 월드컵에서 주전 골키퍼인 알미론을 제치고 주전으로 등극한 그는 대한민국전과 이탈리아전, 불가리아전을 포함해 조별리그에서 2실점만 하는 좋은 활약을 펼쳤다. 이후 16강, 8강, 4강, 결승에서까지 신들린 선방을 보여주며 마라도나와 함께 아르헨티나의 월드컵 우승에 크게 기여하게 되었다. 그리고 월드컵에서의 맹활약으로 스페인의 레알 베티스에 입단해 초반에는 나름 신들린 선방을 보여주었으나 후반기에 명성에 걸맞지 않는 잦은 실수로 그는 점점 멀어지게 되었다. 1990년 이탈리아 월드컵에 출전한 그는 카메룬전에서 전반엔 신들린 선방을 보여줬지만 문제는 후반 26분에 일어났다. 카메룬의 오맘비크의 헤딩슛을 그는 다리로 흘려보내 아르헨티나의 희생양이 되는데 주범이 되었고, 2차전에서는 소비에트 연방의 공격수와 볼경합을 벌이다 공격수의 다리에 무릎을 가격당해 결국 병원에 실려가게 되어서 세르히오 고이코체아에게 주전 자리를 내주고 만다. 그 후 1992년에도 좋은 활약을 보여주지 못하고 결국 은퇴하였다.

## 플레이 스타일
188cm라는 큰 체격에 정확한 롱킥능력. 1:1에서의 침착한 선방능력을 갖춘 그는 팀이 위기상황에 몰릴때마다 신들린 선방을 보여주는 능력이 있었지만. 페널티킥과 승부차기에 조금 약하다는 단점이 있었다. 그렇지만 뛰어난 선방 능력을 갖춘 골키퍼였다.